# 3 Armia (Cesarstwo Niemieckie)

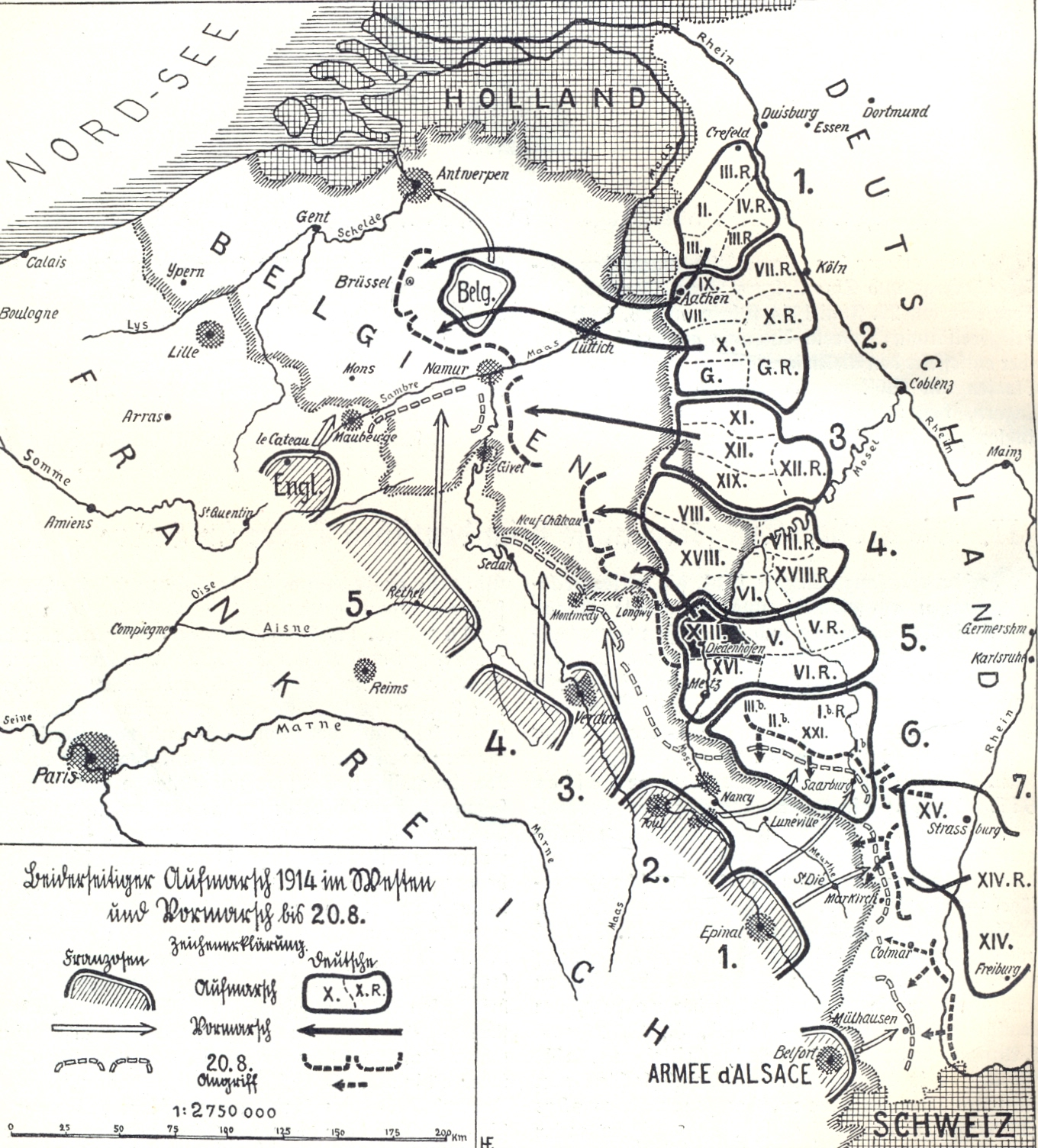
Rowiniecie niemieckich armii na froncie zachodnim w sierpniu 1914

3 Armia  (niem. 3. Armee)  – związek operacyjny Armii Cesarstwa Niemieckiego. 
W sierpniu 1914 rozwinięto w Niemczech do etatów wojennych związki operacyjne (armie). Tak zmobilizowaną 3 Armię Polową wysłano do walk na front zachodni.

## Struktura organizacyjna
Skład od 2 VIII 1914 do 20 IX 1915:
- dowództwo armii
- XI Korpus Armijny[b]
- XII Korpus Armijny[c]
- XIX Korpus Armijny[d]
- I Korpus Kawalerii
- 47 Mieszana Brygada Landwehry